# Plaza Franklin (Washington D. C.)
La plaza Franklin es una plaza en el centro de Washington D. C. Supuestamente llamada así por Benjamin Franklin, está delimitada por K Street NW al norte, 13.ª Calle Noroeste al este, la calle I Noroeste al sur y la 14.ª Calle Noroeste y Suroeste al oeste. Es servido por la estación McPherson Square del metro de Washington, que se encuentra al suroeste del parque.

## Características
El parque está parcialmente aterrazado y se inclina cuesta arriba desde la calle I hasta la calle K. Hay muchos árboles grandes, una cantidad significativa de césped, muchos bancos y una fuente en el centro del parque. También hay una estatua del John Barry en el lado oeste del parque, dedicada en 1914.

## Historia
Según la D. C. Preservation League, Franklin Square fue originalmente el sitio de varios manantiales naturales. El plano de Pierre Charles L'Enfant de 1791 no distinguió la plaza que ahora ocupa Franklin Park para ningún uso especial y no fue hasta 1832 que el gobierno compró la plaza y se convirtió en un parque. No hay pruebas definitivas de que el parque lleva el nombre de Benjamin Franklin, como a menudo se supone.
Durante la Guerra de Secesión, el parque sirvió de campamento para los soldados. Los hombres "se reunían en torno a los famosos y antiguos manantiales del parque; aquí se escuchaban los toques de corneta y las órdenes de los centinelas, y también los gemidos de los soldados heridos que pasaban".
El parque permaneció en gran parte sin mejoras hasta la década de 1870. Se agregaron paisajismo, bancos y caminos en ese momento y en el siglo XIX. La última gran renovación del parque se produjo en 1935, cuando la Administración de Obras Públicas le dio a la ciudad 75 000 dólares para mejorar Franklin Square. Se plantaron la fuente, una plaza de lajas, un sistema geométrico de caminos de hormigón y árboles nuevos. Aunque una importante remodelación de los caminos, la fuente y la plaza ocurrió en 1976 como parte del Bicentenario de los Estados Unidos, el parque en 2013 luce como lo hizo en 1935.
Los 19 400 m² que componen Franklin Square son administrados por el Servicio de Parques Nacionales. En 2012, la plaza necesitaba reparaciones importantes. Los caminos estaban rotos, los trabajadores de los edificios cercanos habían usado caminos a través de la hierba para atravesar la plaza de manera más eficiente y un gran número de personas sin hogar acamparon allí. En marzo de 2013, el gobierno de D. C. emitió una solicitud de propuestas (RFP) para rediseñar Franklin Square para que pudiera acomodar múltiples actividades recreativas. La RFP solicitó que cualquier rediseño incluyera asientos flexibles (en lugar de fijos), quioscos de comida, baños públicos y un diseño de paisaje mejorado (especialmente en los límites del parque). La ciudad reservó 300 000 dólares para el trabajo de diseño.
En agosto de 2020, Franklin Square se cerró por renovación. La renovación está programada para talar y reemplazar 63 árboles e involucrará nuevos jardines, nuevos asientos flexibles, quioscos de comida, espacio para exhibiciones de arte y baños públicos.

## Edificios históricos que bordean Franklin Square
Al otro lado de la calle 13, en el lado este de la plaza, se encuentra la histórica Escuela Franklin, que fue un modelo de diseño avanzado en su día y el escenario del primer mensaje inalámbrico de Alexander Graham Bell. El 3 de junio de 1880, Bell envió un mensaje a través de un haz de luz a una ventana en un edificio en 1325 L Street, NW. El edificio ahora alberga Planet Word , un museo de artes del lenguaje que se inauguró en octubre de 2020.
Clara Barton, fundadora de la Cruz Roja Americana, mantuvo una residencia adyacente al parque en 1326 I Street, donde celebró la primera reunión oficial de la organización de ayuda en mayo de 1881.
One Franklin Square en 1301 K St. NW, directamente al norte de la plaza, se convirtió en el hogar de The Washington Post a finales de 2015. Es el edificio comercial más alto de Washington D. C.
Al norte también se encuentra The Hamilton Hotel en 1001 14th Street, que es miembro de los Hoteles Históricos de América. Construido en 1921, fue renovado en 2013.

## En la cultura popular
- El premio Nobel Charles Townes ha dicho que concibió la teoría detrás del principio láser / máser mientras estaba sentado en un banco en la plaza.[11]
- La plaza ocupa un lugar destacado en el thriller de Dan Brown de 2009 El símbolo perdido.
- En 1993 sirvió como lugar de rodaje de varias escenas de la película True Lies de James Cameron, protagonizada por Arnold Schwarzenegger.